# Детоксикація
Детоксика́ція або дезінтоксикація — фізіологічна або медикаментозна нейтралізація та виведення токсичних речовин з живого організму, зокрема організму людини, яке переважно здійснюється печінкою. Крім того, детоксикація може стосуватися періоду абстиненції від наркотиків, під час якого організм повертається до гомеостазу після тривалого вживання речовини, що викликає залежність. У медицині детоксикація може бути досягнута шляхом знезараження отрути, що потрапила в організм, і застосування антидотів, або таких методів, як діаліз і (в окремих випадках) хелатної терапії.
Залежно від типу отруєння (наприклад, харчового, алкогольного, тютюнового), виду токсинів застосовують різні методи детоксикації, наприклад, найпростіші: промивання шлунка, адсорбцію.
Печінка і нирки природно здатні до детоксикації, як і внутрішньоклітинні (зокрема, внутрішня мембрана мітохондрій або ендоплазматичний ретикулум клітин) білки, такі як ферменти CYP. У разі ниркової недостатності дію нирок імітують за допомогою діалізу. Трансплантація нирок і печінки також застосовується при нирковій і печінковій недостатності відповідно. 

## Наркотична детоксикація
Лікарі використовують детоксикацію, щоб зменшити або полегшити симптоми абстиненції, одночасно допомагаючи залежній людині адаптуватися до життя без вживання наркотиків. Детоксикація від наркотиків не має на меті позбавлення від залежності, а скоріше є першим етапом довготривалого лікування.